# Donoussa

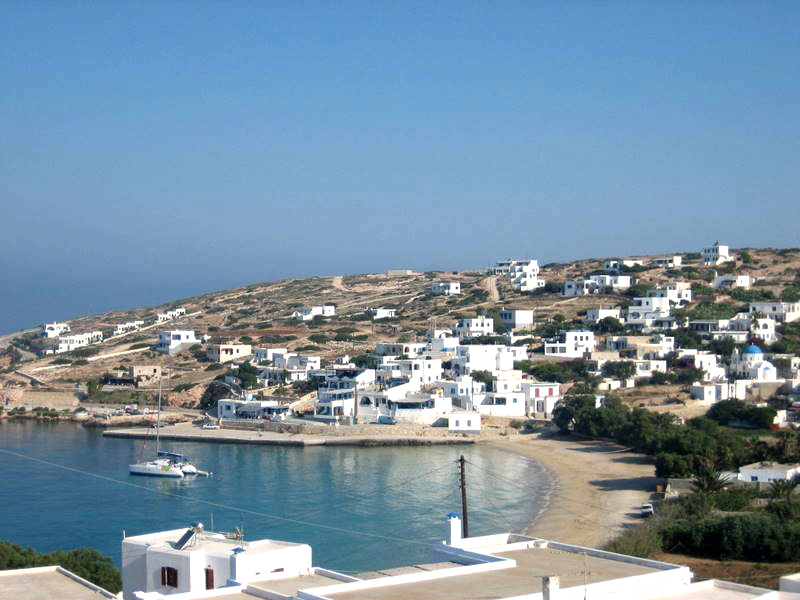
Stavros, Donoussa (2007)

Donoussa (Grieks: Δονούσα), ook wel Donausa, is een Grieks eiland in de Egeïsche Zee. Het behoort toe aan de eilandengroep de Cycladen en daarbinnen tot de Kleine Cycladen. Het eiland, dat 22 kilometer ten oosten van Naxos ligt, is een zelfstandige gemeente in het departement de Cycladen.

## Het eiland
De hoofdplaats van Donoussa is Stavros (ook wel Donoussa), de haven van het eiland. Hier wonen de meeste van de 150 inwoners. Verder zijn er nog de dorpen Charavgi, Mersini and Kalotaritissa. De vaarten naar Athene en andere buureilanden vinden erg onregelmatig plaats. Het eiland is op zijn maximum 6 kilometer lang en 6 kilometer breed. Het hoogste punt is de Papas, een berg van 384 meter hoog. Naast de landbouw en visserij is toerisme een grote bron van inkomsten voor het eiland. Er komen in de vakantieperiodes veel Atheners op Donoussa hun vakantie houden.
Het eiland heeft één geasfalteerde weg, waardoor er nog maar weinig verkeer op het eiland (mogelijk) is. Van Stavros naar Kalotaritissa is er in de zomer een busdienst, en bij niet al te veel wind vaart er ook enkele keren per dag een boot langs de belangrijkste stranden. Op een aantal stranden (Kedros, Livadi) wordt ook naturistisch gerecreëerd.

## Bezienswaardigheden
In de Tweede Wereldoorlog is er voor de kust van Donoussa een Duits oorlogsschip gezonken, in de baai van Kedros. De restanten van dat schip zijn tegenwoordig nog vanaf diverse plekken te zien; ook wordt er veel bij gesnorkeld. Er is in de Papas-berg een grote stalagmietengrot. Ook zijn er overblijfselen op het eiland te vinden die dateren uit de Geometrische periode. Daarnaast zijn er verschillende kerken.

## Trivia
Op Donoussa leven circa 300 katten. Die worden in de zomer genoeg gevoerd door de (vaste) bewoners van het eiland en door toeristen, maar in de winterperiode is het voedsel erg schaars. Daarom kan er 's zomers - door het aankopen van enkele toeristische zaken (zoals kleding, tassen) - van de winst daarvan geld verzameld worden voor het bijvoeren van de poezen in de winter.